# Białe Błota (gemeente)
De gemeente Białe Błota is een landgemeente in het Poolse woiwodschap Koejavië-Pommeren, in powiat Bydgoski.
De zetel van de gemeente is in Białe Błota.
Op 30 juni 2004 telde de gemeente 12 861 inwoners.

## Oppervlakte gegevens
In 2002 bedroeg de totale oppervlakte van gemeente Białe Błota 121,9 km², waarvan:
- agrarisch gebied: 34%
- bossen: 54%

De gemeente beslaat 8,74% van de totale oppervlakte van de powiat.

## Demografie
Stand op 30 juni 2004:
| Omschrijving                   | Totaal | Totaal | Vrouwen | Vrouwen | Mannen | Mannen |
| ------------------------------ | ------ | ------ | ------- | ------- | ------ | ------ |
| eenheid                        | aantal | %      | aantal  | %       | aantal | %      |
| inwoners                       | 12 861 | 100    | 6551    | 50,9    | 6310   | 49,1   |
| bevolkingsdichtheid (inw./km²) | 105,5  | 105,5  | 53,7    | 53,7    | 51,8   | 51,8   |

In 2002 bedroeg het gemiddelde inkomen per inwoner 1594,28 zł.

## Plaatsen
Sołectwa: Białe Błota, Ciele, Kruszyn Krajeński, Lisi Ogon, Łochowice, Łochowo, Murowaniec, Prądki, Przyłęki, Trzciniec, Zielonka
Zonder de status sołectwo : Brzowce, Dębinek, Lipniki.

## Aangrenzende gemeenten
Bydgoszcz, Łabiszyn, Nakło nad Notecią, Nowa Wieś Wielka, Sicienko, Szubin,
- Virtual International Authority File: 301147562
- WorldCat: E39PBJgRX7KWhQWH9BqVvV97HC